# Прочишћење 2: Анархија
Прочишћење 2: Анархија (енгл. The Purge: Anarchy) је амерички акциони хорор филм из 2014. године, режисера Џејмса Демарка са Френком Грилом, Кармен Ежого, Заком Гилфордом, Кил Санчез и Мајклом К. Вилијамсом у главним улогама. Едвином Хоџом је једини од глумачке поставе из претходног дела који се враћа у своју улогу.
Филм је успео да надмаши успех свог претходника и у погледу зараде и у погледу оцена критичара, што је права реткост за хорор наставак. Остварио је зараду од готово 112 милиона долара са десет пута мањим буџетом. Већ у првој недељи премијере зарадио је 29,8 милиона долара, што га је поставило на друго место, одмах иза Планете мајмуна: Револуција. Био је номинован за Награду Сатурн за најбољи хорор филм, коју је изгубио од филма Дракула: Неиспричано.
Велики комерцијални успех Анархије довео је до још једног наставка, који носи назив Прочишћење 3: Изборна година (2016).

## Радња
Радња на почетку прати три одвојене приче. У свакој од њих група људи се припрема за предстојеће Прочишћење. Они се игром случаја састају и заједно покушавају да преживе хаос у Ноћи прочишћења, у којој је сваки злочин дозвољен...

## Улоге
| Глумац            | Улога                            |
| ----------------- | -------------------------------- |
| Френк Грило       | Лео Барнс                        |
| Кармен Ежого      | Ева Санчез                       |
| Зак Гилфорд       | Шејн                             |
| Кил Санчез        | Лиз                              |
| Едвин Хоџ         | Данте Бишоп „Странац”            |
| Зои Соул          | Кали Санчез                      |
| Мајкл К. Вилијамс | Кармело Џонс                     |
| Џастина Мачадо    | Тања                             |
| Џон Бизли         | Рико Санчез                      |
| Џек Конли         | „Велики тата”                    |
| Ноел Гуљеми       | Дијего                           |
| Кастуло Гуера     | Барни                            |
| Роберта Валдерама | Лорејн                           |
| Нико Никотера     | Роди                             |
| Николас Гонзалес  | Карлос                           |
| Синди Робинсон    | глас који најављује „Прочишћење” |